# ثورة خضراء ثانية
الثورة الخضراء الثانية هي تغيير في الإنتاج الزراعي من المعتقد بشكل واسع أنه ضروري لتغذية السكان المتنامين على الأرض والحفاظ على أرواحهم
هذه الدعوات كانت مندفعة جزئيًا، كرد فعل لارتفاع أسعار السلع الغذائية، ومخاوف قمة النفط إلى جانب عوامل أخرى.

## أصل الكلمة
التسمية مأخوذة من حركة الثورة الخضراء، وهي حركة لزيادة تحسين النوع النباتي واستخدام الكيماويات الزراعية لزيادة المحصول.

## الطرق
يعتقد أن الهندسة الوراثية للمحاصيل والأغذية الجديدة ستأخذ بزمام المبادرة فيما يتعلق بزيادة إنتاج الغلة والغذاء.

## المؤيدون
بيل غيتس من بين أنصار الثورة الخضراء الثانية، إذ قال:

ثلاثة أرباع أفقر الأشخاص في العالم يحصلون على أغذيتهم ودخلهم من خلال قطع الأراضي الصغيرة ...إذا كنا نستطيع جعل زراعة الحيازات الصغيرة الأكثر إنتاجية والأكثر ربحية، يمكن أن يكون لنا تأثير كبير على الجوع والتغذية والفقر...المسؤولية واضحة - حيث لدينا محاصيل يمكن أن تنمو في الجفاف؛ وأخرى يمكن أن تتعايش مع الفيضان؛ وأخرى يمكن أن تقاوم الآفات والأمراض...فنحن بحاجة إلى إنتاج أعلى على نفس المساحة من الأرض في طقس أكثر قسوة".

Biello، David (16 أكتوبر 2009). "Can the world's richest man feed the planet?". Scientific American. مؤرشف من الأصل في 2011-06-16. اطلع عليه بتاريخ 2010-01-04. أطلق غيتس هذه الملاحظات أثناء الجائزة العالمية للغذاء. وقد تبرع بمبلغ يزيد على 1.4 مليار مساهمة منه في التطورات الزراعية.

## المعارضون
تشمل آراء المعارضين عدم المساواة الاجتماعية كعامل رئيسي في انعدام الأمن الغذائي، الذي لا تعالجه الزيادة في القدرة على إنتاج الغذاء.

## الاستخدامات الأخرى
يستخدم الآخرون
المصطلح للإشارة إلى الزراعة الحضرية وحجم المزرعة الصغير والزراعة العضوية بهدف زيادة استدامة موارد إنتاج المحاصيل.